# Lawrence Olum
Lawrence Olum, né le 10 juillet 1984 à Nairobi, est un footballeur international kenyan jouant au poste de milieu défensif.

## Biographie
Olum étudie à l'Université baptiste du Missouri et joue dans le même temps au football avec les Spartans dans le circuit universitaire mineur de NAIA.
Après un passage réussi dans le championnat amateur de PDL, il intègre les Timbers de Portland dans le championnat professionnel de 2e division, la première division de l'USL.
En 2011, il rejoint le Sporting Kansas City et la MLS.
Olum rejoint le Kedah FA en Malaysia Premier League à l'issue de la saison 2014. Après une saison en Asie, il signe un nouveau contrat avec le Sporting Kansas City le 9 décembre 2015. Le 3 février 2017, il est échangé aux Timbers de Portland contre 50 000 dollars et allocation monétaire générale et un choix de première ronde au repêchage universitaire de 2018.

## Palmarès
Avec Orlando City, il remporte la USL Pro en 2011 alors qu'il est en prêt du Sporting de Kansas City. Avec l'équipe de MLS, il décroche la Coupe des États-Unis en 2012 puis la Coupe MLS en 2013.